# JK Labud
JK Labud je najstariji splitski jedriličarski klub.
Dana 24. kolovoza 1924. godine na ruti od ondašnjeg kupališta "Bagno Polo" na splitskom predjelu Matejuška do Ville Dalmacija na predjelu zvanom Meje, održana je prva regata u kojoj sudjeluje 23 broda. Nakon ove regate odlukom velikog župana Ivana Perovića 11. studenog 1924. godine osnovan je Jedriličarski Klub "Labud" Split. U početku je bio smješten u daščari Pomorske sekcije Klasične gimnazije, a nakon toga je preselio u Uvalu Baluni. Dom i uprava su se nalazile u kući Mezzi, a izgradnja lučice je započela 1931. godine. Po drugoj verziji osnovan je 1923. godine kao Jugoslavenski Pomorski Športski Klub "Labud". Najčešće je nazivan Yacht Club "Labud" Split. Po statutu je u početku imao i sekciju lake atletike. Za vrijeme talijanske okupacije Splita, klub je ukinut, a ponovo je obnovljen 27. siječnja 1945. godine. Njegovi članovi postižu godinama uspjehe na regatama u Hrvatskoj i u svijetu.

## Najbolji plasmani na Svjetskim prvenstvima:
- Split, 1972. - Ž. Dešković ml. /Ž. Brizić - 9. mjesto - klasa "Kadet";
- Mexico City, 1979. - Minski Fabris - 9. mjesto - klasa "Finn";
- Toronto, 1995. - I.Kuret/M.Mišura - 7. mjesto - klasa "470";
- Medemblik, 1996. - I. Kuret/M. Mišura - 7. mjesto - klasa "470";
- Rochelle, 1996. - Karlo Kuret - 4. mjesto - klasa "Finn";
- Malcesina, 1996. - Minski Fabris - 6. mjesto - veterani klasa "Finn";
- Chervia, 1997. - Minski Fabris - 3. mjesto - veterani klasa "Finn";
- Atena, 1998 .- Karlo Kuret - 6. mjesto - klasa "Finn";
- Melbourne, 1999 .- Karlo Kuret - 5. mjesto - klasa "Finn";
- Waymooth (UK), 2000. - Karlo Kuret - 6. mjesto - klasa "Finn";
- Waymooth (UK), 2000. - Lukša Cicarelli - 3. mjesto - veterani klasa "Finn".

## Najbolji plasmani na Europskim prvenstvima:
- Karlo Baumann, 1935. – 1. mjesto - klasa "Dinghy"
- Ante Ivančić/Branko Širola, 1970. – 2. mjesto - klasa "Šljuka"
- Minski Fabris, 1977. – 2. mjesto - klasa "Finn"
- Minski Fabris, 1978. – 1. mjesto - klasa "Finn"
- Minski Fabris, 1979. – 4. mjesto - klasa "Finn"
- Karlo Kuret, 1988. – 3. mjesto - klasa "Laser" (junior)
- Karlo Kuret, 1991. – 4. mjesto - klasa "Finn"
- Goran Bonačić, 1992. – 2. mjesto - klasa "laser Radial"
- Bartul Mišura, 1995. – 2. mjesto - klasa "Finn" (junior)
- Goran Bonačić, 1997. – 1. mjesto - klasa "laser Radial" (veteran)
- Goran Bonačić, 1998. – 1. mjesto - klasa "laser Radial" (veteran)
- Ivan Kljaković Gašpić, 1998. – 1. mjesto - klasa "Optimist"
- Karlo Kuret, 2000. – 2. mjesto - klasa "Finn"

## Članovi JK "Labud" koji su sudjelovali naOlimpijskim Igrama:
- Karlo Baumann (Berlin 1936., Helsinki 1952.),
- Tito Barać (Helsinki 1952.),
- Ante Bui (Helsinki 1952.),
- Minski Fabris (München 1972., Montreal 1976., Moskva 1980.),
- Karlo Kuret (Barcelona 1992., Atlanta 1996., Sydney 2000., 4. mjesto),
- Marko Mišura (Atlanta 1996.).
- Ivan Kuret (Atlanta 1996.)

## Ostala natjecanja:
JK "Labud" je bio organizator Otvorenog prvenstva Europe u klasi "finn" 1997. godine, Svjetskog prvenstva "Finn Masters" 2002. i Svjetskog prvenstva u klasi Finn (Finn Gold Cup) 2006. Organizator je dviju najpoznatijih i ujedno po broju učesnika najvećih regata na hrvatskom Jadranu "Mrdujske regate" koja se prvi put održala davne 1927. godine, te Viške regate koja se 2006. godine održala 62. put.

## Vanjske poveznice
- Stranice jedriličarskog kluba Labud